# Everybody Loves a Happy Ending
Everybody Loves a Happy Ending è il sesto album dei Tears for Fears, pubblicato nel 2004.

## Descrizione
Il disco, uscito a distanza di 9 anni dal precedente, vede il ritorno in formazione del bassista Curt Smith, assente dal 1991.
La pubblicazione, inizialmente prevista per il 2003, fu posticipata a causa della rescissione del contratto della band con l'etichetta discografica Arista Records. Negli USA, l'album uscì a settembre del 2004 per la New Door, un'etichetta appartenente alla Universal, mentre nel Regno Unito e in Europa esso fu pubblicato solo a febbraio 2005 tramite varie etichette indipendenti.

## Tracce
1. Everybody Loves a Happy Ending – 4:21 (Roland Orzabal, Charlton Pettus, Curt Smith)
2. Closest Thing to Heaven – 3:36 (Orzabal, Pettus, Smith)
3. Call Me Mellow – 3:39 (Orzabal, Pettus, Smith)
4. Size of Sorrow – 4:43 (Orzabal)
5. Who Killed Tangerine? – 5:33 (Orzabal, Pettus, Smith)
6. Quiet Ones – 4:22 (Orzabal)
7. Who You Are – 3:41 (Pettus, Smith)
8. The Devil – 3:30 (Orzabal)
9. Secret World – 5:12 (Orzabal)
10. Killing With Kindness – 5:25 (Orzabal, Pettus, Smith)
11. Ladybird – 4:50 (Orzabal, Pettus, Smith)
12. Last Days on Earth – 5:41 (Orzabal, Pettus, Smith)

## Formazione
Tears for Fears
- Roland Orzabal - voce principale, chitarra, tastiera
- Curt Smith - basso, tastiera, cori, voce principale (tracce 4 e 7)

Altri musicisti
- Charlton Pettus - tastiera, chitarra
- Rick Baptist - tromba (traccia 1)
- Brian Geltner - batteria (traccia 4)
- Kenny Siegal - chitarra aggiuntiva (traccia 4), cori (traccia 5)
- Alexander Giglio - cori (traccia 5)
- Gwen Snyder - cori (traccia 5)